# 徳満寺 (茨城県利根町)
徳満寺（とくまんじ）は、茨城県北相馬郡利根町にある真言宗豊山派の寺院。

## 歴史
創建年代は不明である。元亀年間（1570年 - 1573年）、祐誠上人によって中興された。元々は現在の門前のあたりに位置していたが、布川城の廃城を機に、城跡の現在地に移転した。
元禄年間（1688年 - 1703年）、京都の六波羅蜜寺より地蔵菩薩像が持ち込まれ、当寺の本尊となっている。年1回開帳が行われ、「地蔵市」と呼ばれる市が開かれている。
当寺には「間引き絵馬」が所蔵されている。これは誕生直後の乳児を間引いているさまを描いた絵馬で、少年時代の柳田国男がこれを見てショックを受け、後年民俗学を志すきっかけとなったものである。

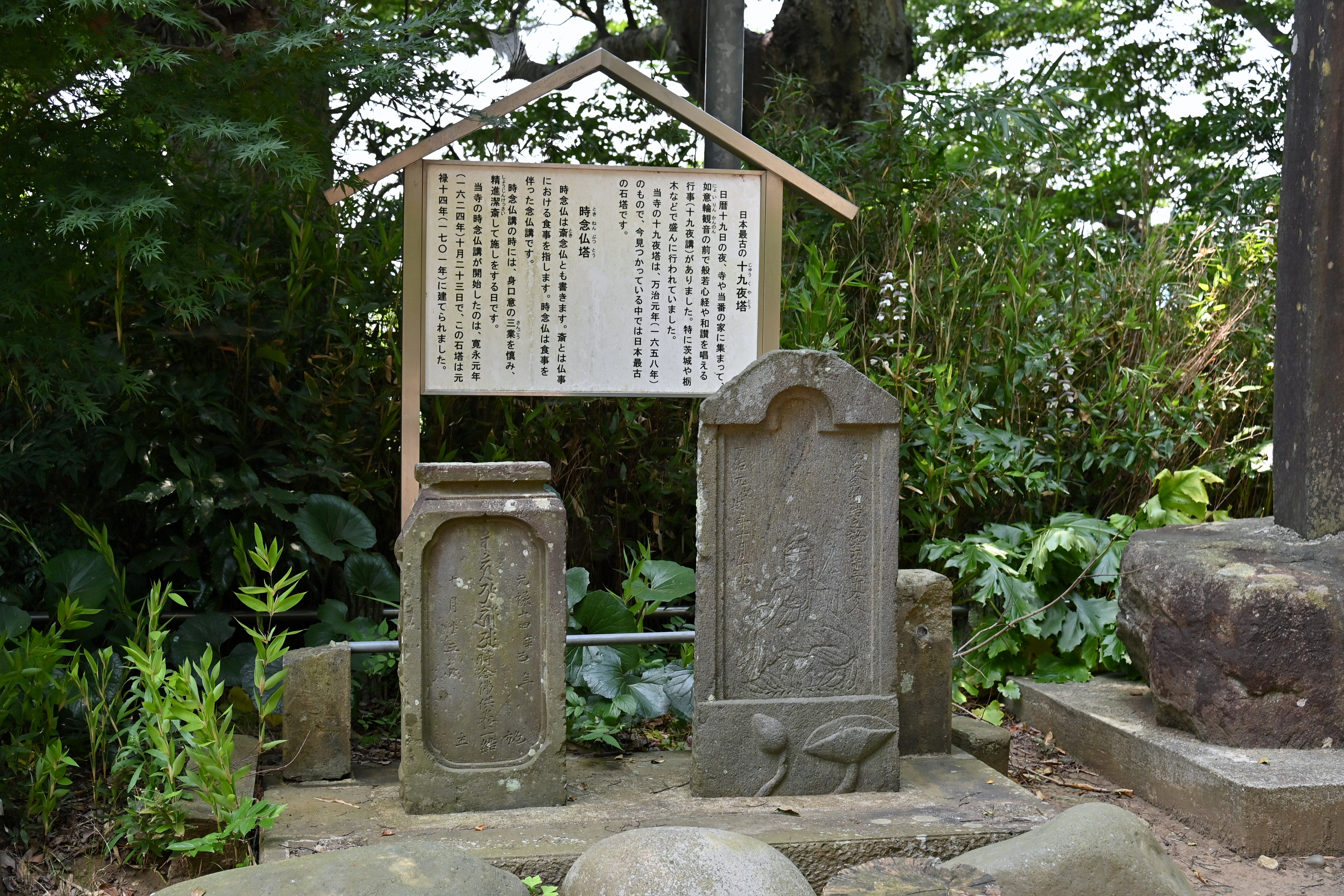
日本最古の十九夜塔（右）と時念仏塔（左）
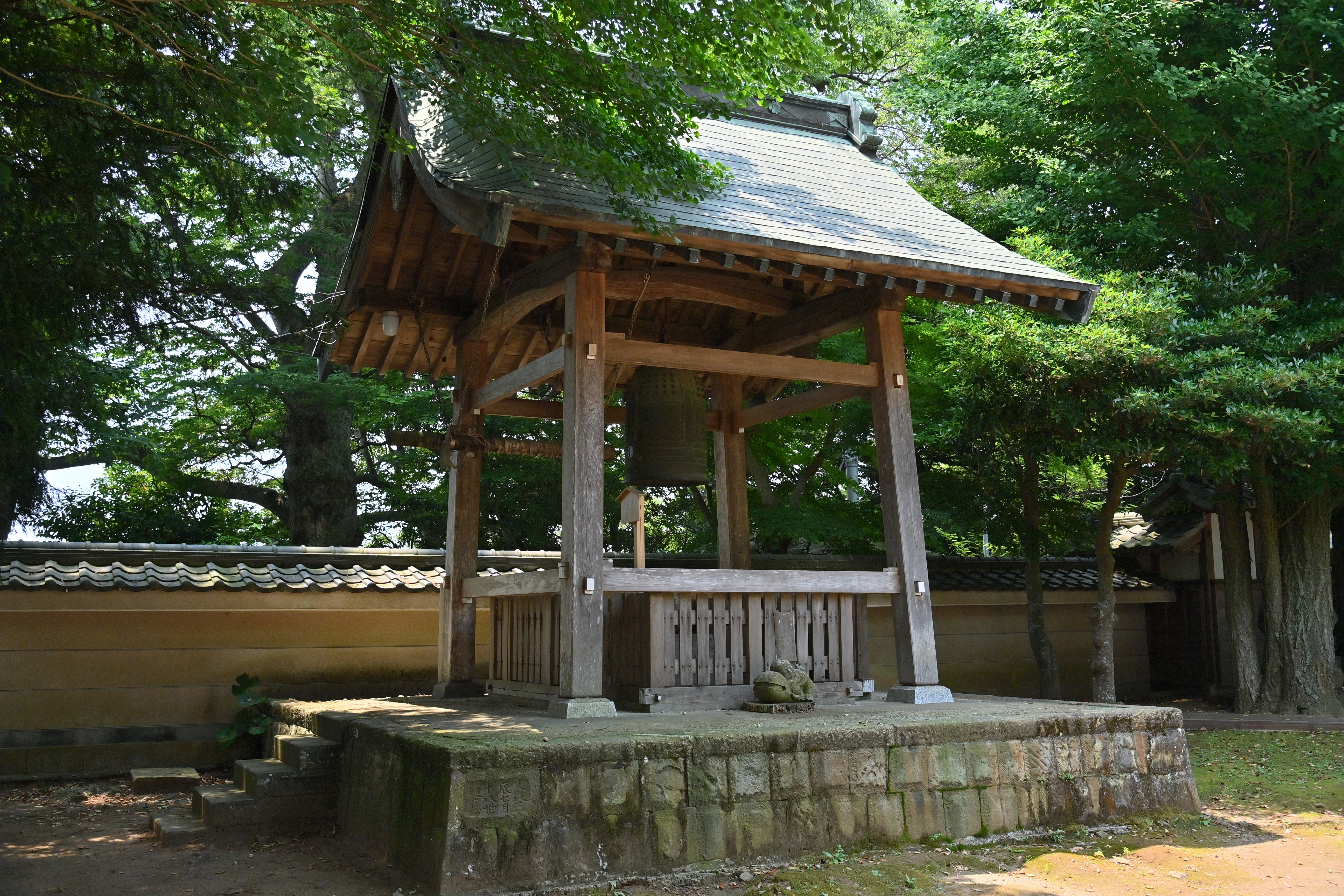
鐘楼
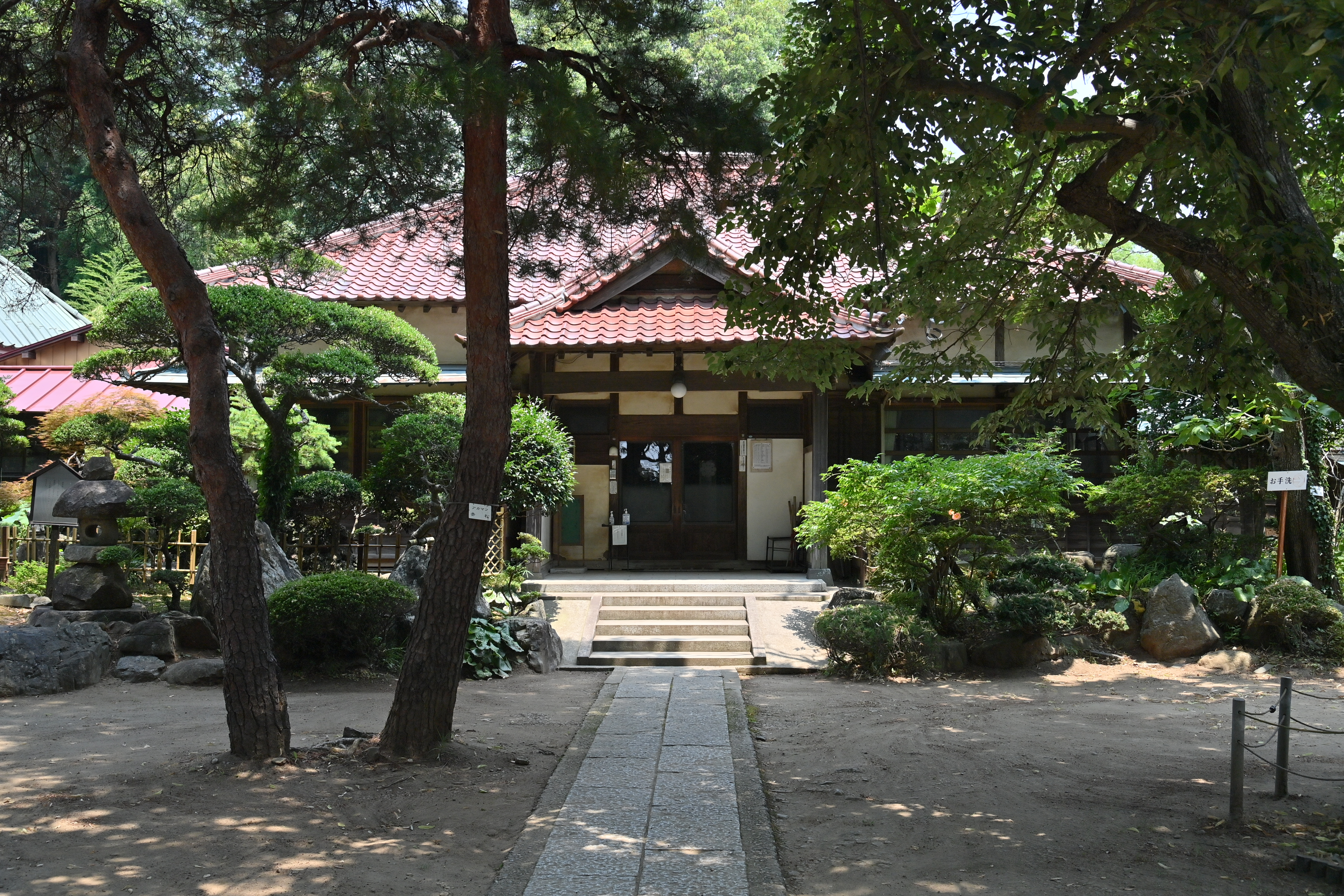
寺務所
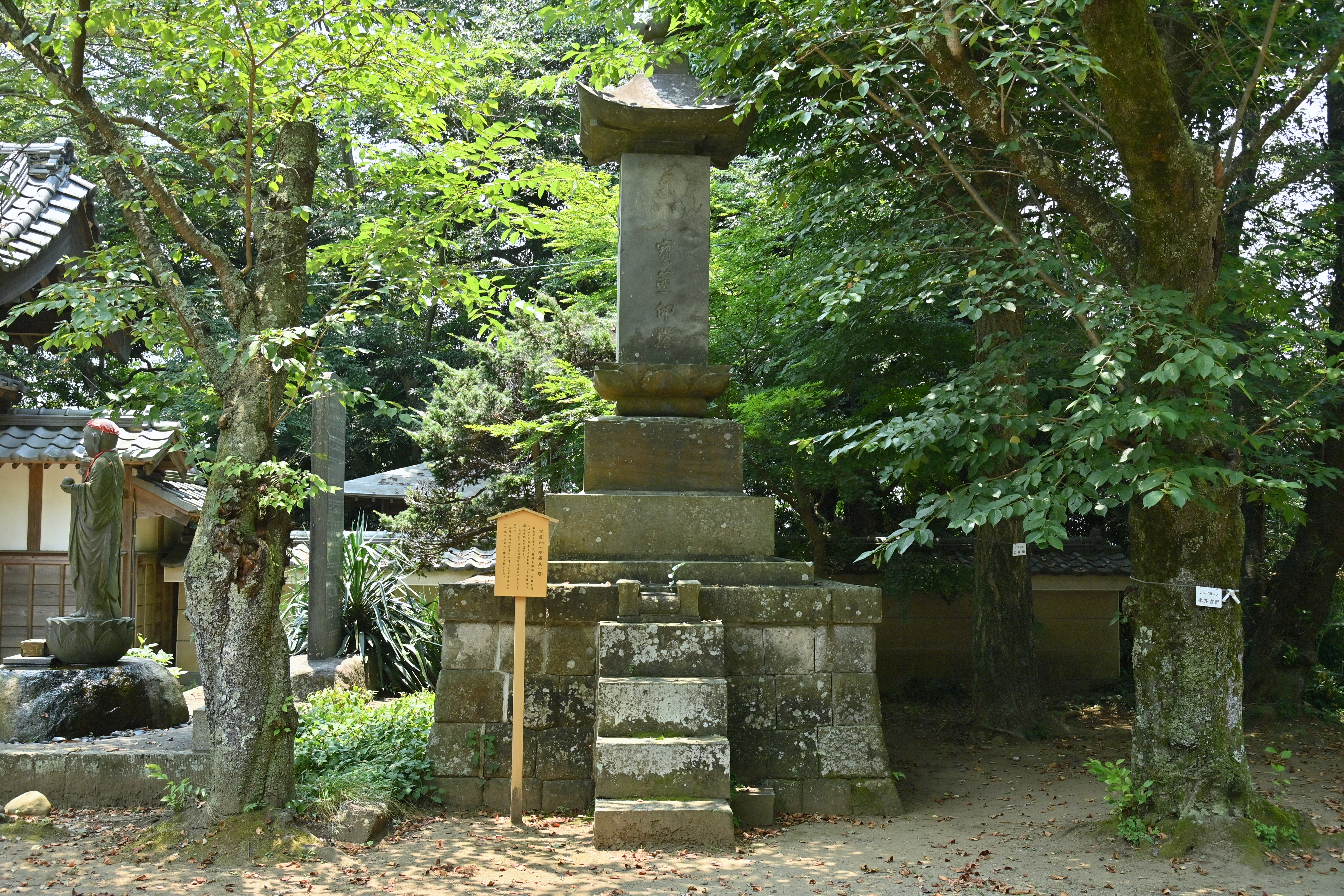
宝篋印（陀羅尼）塔
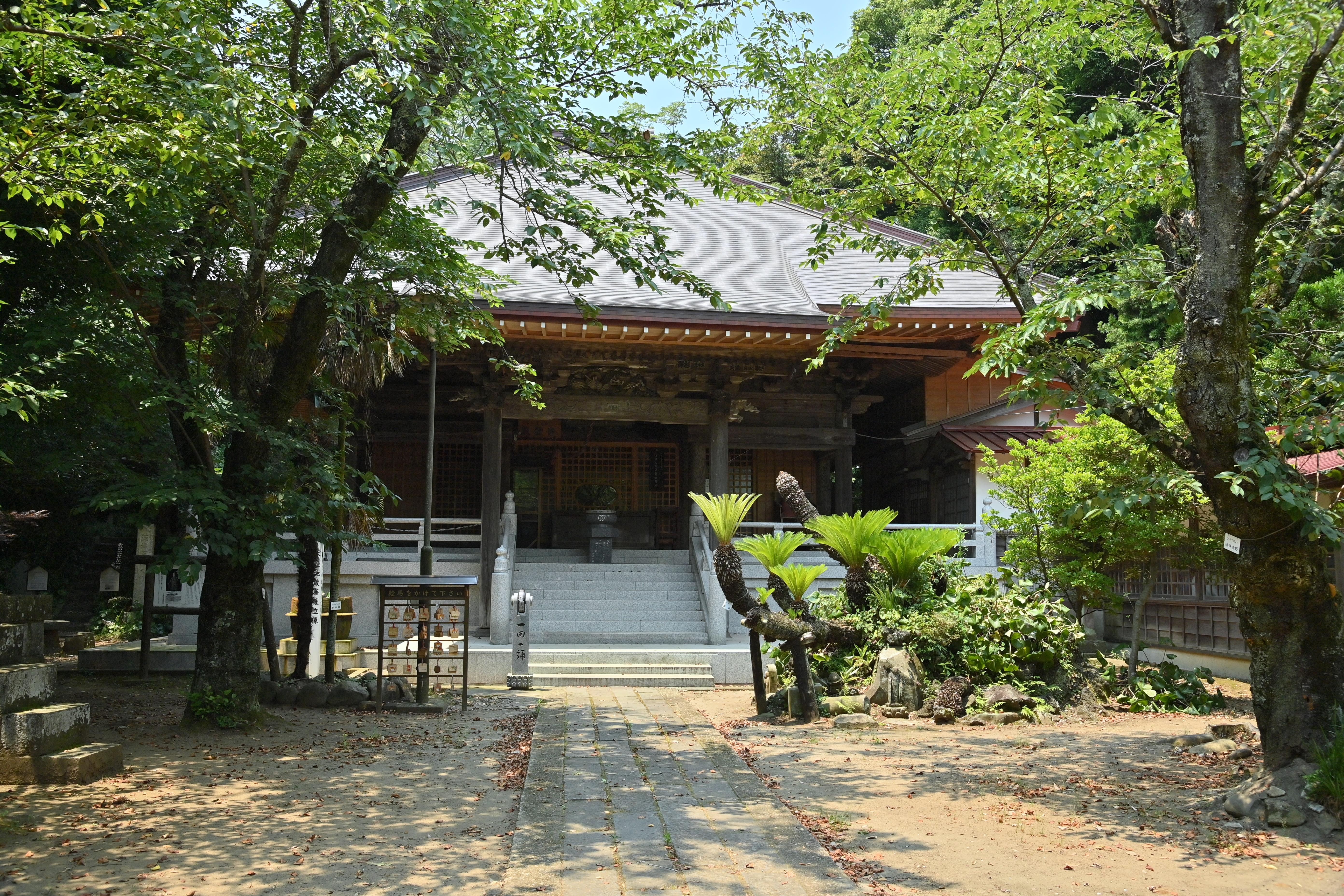
地蔵堂

## 文化財
- 間引き絵馬（利根町指定文化財）[3]
- 木造地蔵菩薩立像（利根町指定文化財）[3]

## 交通アクセス
- 布佐駅より徒歩23分。